# PL/SQL
PL/SQL (Procedural Language/Structured Query Language) es un lenguaje de programación incrustado en Oracle.
PL/SQL soportará todas las consultas, ya que la manipulación de datos que se usa es la misma que en SQL, incluyendo nuevas características:
- El manejo de variables.
- Estructuras modulares.
- Estructuras de control de flujo y toma de decisiones.
- Control de excepciones.

El lenguaje PL/SQL está incorporado en:
- Servidor de la base de datos.
- Herramientas de Oracle (Forms, Reports, ...).

En un entorno de base de datos los programadores pueden construir bloques PL/SQL para utilizarlos como procedimientos o funciones, o bien pueden escribir estos bloques como parte de scripts SQL*Plus.
Los programas o paquetes de PL/SQL se pueden almacenar en la base de datos como otro objeto, y todos los usuarios que estén autorizados tienen acceso a estos paquetes.
Los programas se ejecutan en el servidor para ahorrar recursos a los clientes.

## Elementos de PL/SQL

### Tipos de datos
A continuación se muestra un listado de los tipos de datos disponibles en Oracle / PLSQL. Hemos tratado de diferenciar los tipos de datos entre las versiones de Oracle 8i y Oracle 9i.
|  |  |
|  |  |

| Tipo de dato / Sintaxis | Oracle 8i                                                                      | Oracle 9i                                                                                | Descripción |
| --- | ------------------------------------------------------------------------------ | ---------------------------------------------------------------------------------------- | --- |
| decimal(p, e) dec(p, e) | La precisión máxima es de 38 dígitos.                                          | La precisión máxima es de 38 dígitos.                                                    | Donde p es la precisión y e la escala. Por ejemplo: decimal(3,1) es un número de 3 dígitos y solo uno es decimal.                                          |
| double precision |                                                                                |                                                                                          | |
| float | La precisión máxima es de 38 decimales.                                        | La precisión máxima es de 38 decimales.                                                  | |
| int |                                                                                |                                                                                          | |
| integer |                                                                                |                                                                                          | |
| numeric(p, e) number(p, e) | La precisión máxima es de 38 dígitos.                                          | La precisión máxima es de 38 dígitos.                                                    | Donde p es la precisión y e la escala. Por ejemplo: numeric(5,2) es un número que tiene 5 dígitos antes del decimal y 2 dígitos después del decimal.       |
| real |                                                                                |                                                                                          | |
| smallint |                                                                                |                                                                                          | |
| char (tamaño) | Hasta 32767 bytes en PLSQL. Hasta 2000 bytes en Oracle 8i/9i.                  | Hasta 32767 bytes en PLSQL. Hasta 2000 bytes en Oracle 8i/9i.                            | Donde tamaño es el número de caracteres a almacenar. Son cadenas de ancho fijo. Se rellena con espacios.                                                   |
| varchar2 (tamaño) | Hasta 32767 bytes en PLSQL. Hasta 4000 bytes en Oracle 8i/9.i                  | Hasta 32767 bytes en PLSQL. Hasta 4000 bytes en Oracle 8i/9.i                            | Donde tamaño es el número de caracteres a almacenar. Son cadenas de ancho variable.                                                                        |
| long | Hasta 2 gigabytes.                                                             | Hasta 2 gigabytes.                                                                       | Son cadenas de ancho variable. |
| raw | Hasta 32767 bytes en PLSQL. Hasta 2000 bytes en Oracle 8i/9i.                  | Hasta 32767 bytes en PLSQL. Hasta 2000 bytes en Oracle 8i/9i.                            | Son cadenas binarias de ancho variable. |
| long raw | Hasta 2 gigabytes.                                                             | Hasta 2 gigabytes.                                                                       | Son cadenas binarias de ancho variable. |
| date | Una fecha entre el 1 de enero de 4712 a. C. y el 31 de diciembre de 9999 d. C. | Una fecha entre el 1 de enero de 4712 a. C. y el 31 de diciembre de 9999 d. C.           | |
| timestamp (fractional seconds precision) | No soportado por Oracle 8i.                                                    | fractional seconds precision debe ser un número entre 0 y 9. (El valor por defecto es 6) | Incluye año, mes día, hora, minutos y segundos. Por ejemplo: timestamp(6)                                                                                  |
| timestamp (fractional seconds precision) with time zone                                                                                        | No soportado por Oracle 8i.                                                    | fractional seconds precision debe ser un número entre 0 y 9. (El valor por defecto es 6) | Incluye año, mes día, hora, minutos y segundos; con un valor de desplazamiento de zona horaria. Por ejemplo: timestamp(5) with time zone                   |
| timestamp (fractional seconds precision) with local time zone                                                                                  | No soportado por Oracle 8i.                                                    | fractional seconds precision debe ser un número entre 0 y 9. (El valor por defecto es 6) | Incluye año, mes día, hora, minutos y segundos; con una zona horaria expresada como la zona horaria actual. Por ejemplo: timestamp(4) with local time zone |
| interval year (year precision) to month | No soportado por Oracle 8i.                                                    | year precision debe ser un número entre 0 y 9. (El valor por defecto es 2)               | Período almacenado en años y meses. Por ejemplo: interval year(4) to month                                                                                 |
| interval day (day precision) el bloque en el fichero de la base de datos; RRRR es la fila del bloque; FFFFF es el fichero de la base de datos. |                                                                                |                                                                                          | Datos binarios de ancho fijo. Cada registro de la base de datos tiene una dirección física o rowid.                                                        |
| urowid [tamaño] | Hasta 2000 bytes.                                                              | Hasta 2000 bytes.                                                                        | Rowid universal. Donde tamaño es opcional. |
| boolean | Válido en PLSQL, este tipo de datos no existe en Oracle 8i/9i.                 | Válido en PLSQL, este tipo de datos no existe en Oracle 8i/9i.                           | |
| nchar (tamaño) | Hasta 32767 bytes en PLSQL. Hasta 2000 bytes en Oracle 8i/9i.                  | Hasta 32767 bytes en PLSQL. Hasta 2000 bytes en Oracle 8i/9i.                            | Donde tamaño es el número de caracteres a almacenar. Cadena NLS de ancho fijo.                                                                             |
| nvarchar2 (tamaño) | Hasta 32767 bytes en PLSQL. Hasta 4000 bytes en Oracle 8i/9i.                  | Hasta 32767 bytes en PLSQL. Hasta 4000 bytes en Oracle 8i/9i.                            | Donde tamaño es el número de caracteres a almacenar. Cadena NLS de ancho variable.                                                                         |
| bfile | Hasta 4 gigabytes.                                                             | Hasta 4 gigabytes.                                                                       | Localizadores de archivo apuntan a un objeto binario de solo lectura fuera de la base de datos.                                                            |
| blob | Hasta 4 gigabytes.                                                             | Hasta 4 gigabytes.                                                                       | Localizadores LOB apuntan a un gran objeto binario dentro de la base de datos.                                                                             |
| clob | Hasta 4 gigabytes.                                                             | Hasta 4 gigabytes.                                                                       | Localizadores LOB apuntan a un gran objeto de caracteres dentro de la base de datos.                                                                       |
| nclob | Hasta 4 gigabytes.                                                             | Hasta 4 gigabytes.                                                                       | Localizadores LOB apuntan a un gran objeto NLS de caracteres dentro de la base de datos.                                                                   |

### Identificadores
Un identificador es un nombre que se le pone a un objeto que interviene en un programa, que puede ser variable, constante, procedimientos, excepciones, cursores...
Debe tener un máximo de 30 caracteres que empiece siempre por una letra, y puede contener letras, números, los símbolos $, #, _, y mayúsculas y minúsculas indiferentemente. Los identificadores no pueden ser palabras reservadas (SELECT, INSERT, DELETE, UPDATE, DROP).

### Operadores
| Operador de asignación                   | := (dos puntos + igual)                                                                                |
| Operadores aritméticos                   | + (suma) - (resta) * (multiplicación) / (división) ** (exponente)                                      |
| Operadores relacionales o de comparación | = (igual a) <>, != (distinto de) < (menor que) > (mayor que) >= (mayor o igual a) <= (menor o igual a) |
| Operador de concatenación                | \| |
| Comentarios                              | /* comentario de una o más líneas */ -- comentario de una línea                                        |

### Variables
Las variables son nombres para procesar los elementos de los datos. Declaración:
```
Nombre_variable
 
tipo
 
[
NOT
 
NULL
]
 
[
:=
 
valor
 
|
 
DEFAULT
 
valor
]

```

:= y DEFAULT son lo mismo. Si ponemos NOT NULL es obligatorio inicializar la variable.
Ejemplos: 
```
num_dep
 
number
(
2
)
 
NOT
 
NULL
 
:=
20

nom_emple
 
varchar2
(
15
)
 
default
 
‘
Pedro
’

```

También se puede definir una variable a partir de un campo mediante los atributos %TYPE y %ROWTYPE, con esto damos el tipo y longitud a la variable de otra variable u objeto ya definido.
%TYPE es la que se utiliza normalmente, %ROWTYPE es para claves de registro. El NOT NULL y el valor inicial no se heredan, solo el tipo de dato y longitud de ese dato.
Por ejemplo:
```
num_dep
 
emple
.
dept_no
%type

```

### Constantes
Las constantes son como las variables pero no puede modificarse su valor. Se declaran de la siguiente manera:
```
nombre_constante
 
CONSTANT
 
tipo_de_dato
 
:=
 
valor

```

Por ejemplo, el IVA es un valor fijo, y para declararlo lo haríamos de la siguiente manera:
por ejemplo,
```
Imp_iva
 
constant
 
number
(
3
,
1
)
 
:=
 
12
,
5

```

### Bloque PL/SQL
Bloque es la unidad de estructura básica en los programas PL/SQL.
Supone una mejora en el rendimiento, pues se envían los bloques completos al servidor para ser procesados en lugar de enviar cada secuencia SQL.
Partes de un bloque:
- Zona de declaraciones: zona opcional. Se declaran los objetos locales (variables, constantes...).
- Zona de instrucciones: zona obligatoria.
- Zona de tratamiento de excepciones: zona opcional. Se tratan excepciones en el programa.

Forma de crear un bloque:
```
[
 
DECLARE
 
|
 
IS
 
/
 
AS
 
]

	
<
declaraciones
>

BEGIN

	
<
instrucciones
>

[
 
EXCEPTION
 
]

	
<
tratamiento
 
de
 
excepciones
>

END
;

/

```

La barra "/" que va al final del bloque es opcional y se utiliza para verificar la sintaxis del bloque antes de que este sea ejecutado.

## Tipos de bloques

### Anónimo (sin nombre)
Siempre comienza con DECLARE o directamente con BEGIN.
Ejemplo 1;
```
BEGIN

DBMS_OUTPUT
.
PUT_LINE
 
(
‘
Hola
 
Mundo
’
);

END
;

/

```

DBMS_OUTPUT es un depurador de Oracle que sirve para visualizar cualquier cosa, pero antes lo debemos tener activado (en SQL*plus, se activa con el comando SET SERVEROUTPUT ON):
```
DECLARE

	
fecha
 
date
;

BEGIN

select
 
sysdate
 
into
 
fecha
 
from
 
dual
;

dbms_output
.
put_line
 
(
to_char
(
fecha
,

'day", "dd" de "month" de "yyyy", a las "hh24:mi:ss'
));

END
;

/

```

### Subprogramas (tienen nombre)
Se pueden almacenar en la base de datos.
Existen dos tipos de subprogramas: Procedimientos (PROCEDURE) y Funciones (FUNCTION)

### Procedimientos
Los procedimientos tienen la utilidad de fomentar la reutilización de programas que se usan comúnmente. Una vez compilado, queda almacenado en la base de datos (por eso es también llamado 'Procedimiento almacenado') y puede ser utilizado por múltiples aplicaciones.
La sintaxis es la siguiente
```
  
CREATE
 
[
OR
 
REPLACE
]
 
PROCEDURE
 
nombre_procedimiento

   
[
nombre_parametro
 
modo
 
tipodatos_parametro
  
]

  
IS
 
|
 
AS

    
bloque
 
de
 
código

```

Donde "modo" puede contener los valores IN, OUT, IN OUT. Por defecto tiene el valor IN si no se pone nada. IN indica que el parámetro es de entrada y no se podrá modificar. OUT indica que el parámetro es de salida con lo que el procedimiento devolverá un valor en él. IN OUT indica que el parámetro es de entrada/salida. Con lo que al llamar al procedimiento se le dará un valor que luego podrá ser modificado por el procedimiento y devolver este nuevo valor.
"tipodatos_parametro indica el tipo de datos que tendrá el parámetro según lo indicado en Tipos de datos Oracle/PLSQL
Para borrar un procedimiento almacenado de la base de datos
```
  
DROP
 
PROCEDURE
 
nombre_procedimiento

```

Para utilizar un procedimiento almacenado de la base de datos
Simplemente se lo llama desde un bloque anónimo (desde la línea de comandos), previamente habiendo inicializado el/los parámetro/s (en caso de que existan).
```
DECLARE

  
nombre_parametro
 
tipodatos_parametro
;

BEGIN

  
nombre_parametro
 
tipodatos_parametro
 
:=
 
valor_de_inicializacion
;

  
nombre_procedimiento
 
(
nombre_parametro
 
=>
 
nombre_parametro
);

END
;

/

```

### Funciones
Una función es un bloque de código PL/SQL que tiene las mismas características que un procedimiento almacenado. La diferencia estriba que una función devuelve un valor al retornar. Al devolver un valor puede ser llamada como parte de una expresión.
La sintaxis sería 
```
 
CREATE
 
[
OR
 
REPLACE
]
 
FUNCTION
 
nombre_función

   
[
nombre_parámetro
 
modo
 
tipodatos_parametro
  
]

 
RETURN
  
tipodatos_retorno
  
IS
 
|
 
AS

    
bloque
 
de
 
código

```

Donde "modo" puede contener los valores IN, OUT, IN OUT. Por defecto tiene el valor IN si no se pone nada. IN indica que el parámetro es de entrada y no se podrá modificar. OUT indica que el parámetro es de salida con lo que la función devolverá un valor en él. IN OUT indica que el parámetro es de entrada/salida. Con lo que al llamar a la función se le dará un valor que luego podrá ser modificado por la misma y devolver este nuevo valor. Sin embargo, en este caso solo tendría sentido (por el concepto de función en sí mismo) declarar parámetros del tipo IN y devolver el valor como retorno de la función.
"tipodatos_parametro" y "tipodatos_retorno" indican el tipo de datos que tendrá el parámetro y el valor de retorno de la función respectivamente según lo indicado en Tipos de datos Oracle/PLSQL
Para borrar una función de la base de datos
```
 DROP FUNCTION nombre_función
```

Los procedimientos y funciones se pueden agrupar en unas estructuras llamadas Paquetes.

### Paquetes
Se usan para agrupar procedimientos y funciones. Facilitan la descomposición modular y el mantenimiento.
Constan de dos partes: la especificación o prototipo y el cuerpo.

#### Especificación
Se declaran los elementos públicos que componen el paquete, es decir, variables, funciones y procedimientos que serán accesibles desde fuera del paquete. De las funciones y procedimientos solo indicamos la cabecera, no el cuerpo.
```
CREATE
 
[
OR
 
REPLACE
]
 
PACKAGE
 
nombrePaquete

IS
|
AS

  
variables
,
 
constantes
,
 
cursores
,
 
etc
 
(
públicos
)

  
cabecera
 
de
 
procedimientos
 
y
 
funciones

END
 
nombrePaquete
;

```

### TRIGGER
Un trigger o disparador se ejecuta ante un determinado evento de manera automática. Generalmente se utilizan para garantizar que una determinada acción siempre se realiza después de realizar una tarea determinada. Se debe tener cuidado con este tipo de estructuras puesto que un uso excesivo puede dar lugar a dependencias difíciles de mantener. Además se deben tener muy claros las restricciones de integridad para evitar problemas.
La sintaxis sería
A nivel de sentencia:
```
  
CREATE
 
[
OR
 
REPLACE
]
 
TRIGGER
 
nombre_trigger

   
momento_ejecución
 
evento
 
[
evento
]
 
ON
 
nombre_tabla

     
bloque
 
PLSQL
;

```

A nivel de registro:
```
  
CREATE
 
[
OR
 
REPLACE
]
 
TRIGGER
 
nombre_trigger

   
momento_ejecución
 
evento
 
[
evento
]
 
ON
 
nombre_tabla

  
[
REFERENCING
 
OLD
 
AS
 
old
 
|
 
NEW
 
AS
 
new
]

  
FOR
 
EACH
 
ROW

  
[
WHEN
 
condición
]

     
bloque
 
PLSQL
;

```

Donde "momento_ejecución" indica cuando se ejecuta el trigger automáticamente. Puede contener los valores BEFORE o AFTER.
"evento" indica la operación que provoca la ejecución de este bloque. Puede contener los valores INSERT, UPDATE o DELETE.
"old" indica el nombre que se le da al registro con los valores antiguos que se tenían antes de la ejecución de la operación que activó el trigger. Mientras que "new" indica el valor que tiene actualmente después de dicha operación.
Con la cláusula "WHEN" se puede indicar una restricción que haga que el trigger se ejecute o no. Por ejemplo se puede indicar que el trigger se ejecute solo si el campo "campo1" de la tabla tiene un valor mayor que 50.
La cláusula "FOR EACH ROW" indica que el trigger es a nivel de registro.
Para eliminar un trigger:
```
  
DROP
 
TRIGGER
 
nombre_trigger

```